# サラーム・ファイヤード
サラーム・ファイヤード（アラビア語: سلام فياض、Salām Fayāḍ、1952年4月12日 - ）は、パレスチナの政治家。同国首相（第5代）、財務相などを歴任した。立法評議会議員（1期）。日本語メディアでは、サラム・ファイヤドと表記されることが多い。
外務相を務めた。

## 概要
ヨルダン川西岸地区にあるナーブルス近郊のデイル・アル＝グスーン出身。
1987年、国際通貨基金（IMF）の相補佐官に就任。1992年の相顧問を経て、1996年よりIMFヨルダン川西岸地区・ガザ地区代表に就任。

### 政界入り
2002年、首相に就任したマフムード・アッバースにその財政手腕を買われ、パレスチナ自治政府の財務相に就任。アッバースは1年で首相を退任するも、後任のアフマド・クレイ内閣でも財務相に再任された。
2005年、ハナーン・アシュラーウィーとともに立法評議会に出馬するための政党「第3の道」を結成し、翌1月の立法評議会選挙にて当選。選挙ではハマースが圧勝し、イスマーイール・ハニーヤを首相とする新政権の発足に伴い財務相を退任する。しかし2007年4月、挙党一致による第2次ハニーヤ内閣の発足に伴い再び財務相に就任。

### 首相
2007年6月、ハマースとファタハの対立によりガザの戦闘が勃発。自治政府大統領のアッバースは非常事態を宣言し、ハニーヤを首相から解任するとともにファイヤードを首相に任命。ファイヤードは緊急内閣を組閣した。国際社会、特に欧米からの信頼は高かったものの、次第にアッバースとの確執が表面化。2013年3月に財務大臣のナビール・カスィースが辞表を提出した際、アッバースは留任を望んだがファイヤードが辞表を受理するなど、アッバースやファタハと対立する場面が多くなった。4月13日、ファイヤードは辞表をアッバースに提出し、次期首相が選出され次第退任することとなり、同年6月6日、次期ラーミー・ハムダッラー内閣発足にともない退任となった。